# Donje Luge
Donje Luge (en serbe cyrillique : Доње Луге) est un village du nord-est du Monténégro, dans la municipalité de Berane.

## Démographie

### Évolution historique de la population
| 1948 | 1953 | 1961 | 1971  | 1981  | 1991  | 2003  |
| ---- | ---- | ---- | ----- | ----- | ----- | ----- |
| 295  | 344  | 638  | 1 335 | 1 978 | 2 012 | 1 861 |